# Благодатное (Абайская область)
Благодатное (каз. Благодатное) — село в Урджарском районе Абайской области Казахстана. Входит в состав Баркытбельского сельского округа. Код КАТО — 636479300.

## Население
В 1999 году население села составляло 426 человек (203 мужчины и 223 женщины). По данным переписи 2009 года, в селе проживали 283 человека (146 мужчин и 137 женщин).